# Iglesia de Nuestra Señora de la Asunción (Priego)
La iglesia de Nuestra Señora de la Asunción es un templo católico ubicado en el centro histórico de Priego de Córdoba, en España. Inscrito como Bien de Interés Cultural desde 1931, fue construido en estilo gótico tardío y posteriormente en barroco. Asimismo, su sagrario está catalogado como una de las joyas del barroco.

## Historia
Su construcción comenzó en 1525 debido a instancias de la marquesa de Priego, Catalina Fernández de Córdoba, en un estilo gótico tardío. El templo está configurado en tres naves con arcos apuntados sobre pilares octogonales bajo una techumbre mudéjar, actualmente oculta bajo la bóveda barroca. La puerta de Santa Ana, que da la plaza homónima, fue realizada en estilo plateresco por Martín de Bolívar, artista relacionado con el círculo artístico de Diego de Siloé. La torre data de 1541; el retablo, de autoría anónima, de 1567, aunque las pinturas fueron realizadas por Pedro de Raxis y Ginés López, y la reja de la puerta principal de 1575.
Durante el siglo XVII se realizaron algunas capillas laterales como la del Cristo de los Parrillas, que alberga una imagen de Cristo de 1635 atribuida a Alonso de Mena. La capilla fue terminada un año más tarde. Sin embargo, el aspecto definitivo de la iglesia fue fruto de la remodelaciones del siglo XVIII, específicamente entre 1743 y 1747, cuando el arquitecto Jerónimo Sánchez de Rueda ocultó el antiguo artesonado mudéjar con bóvedas de arista, dejando una gran cúpula oval ante el presbisterio, y los antiguos arcos góticos quedaron embutidos en los nuevos arcos de medio punto.
El sagrario, una de las obras maestras del barroco español, fue realizado por Francisco Javier Pedrazas entre 1772 y 1784, catalogado como Monumento Nacional desde 1932. Alberga una planta octogonal y se encuentra rematado por una gran cúpula gallonada abierta con ocho grandes ventanales de los que desciende la luz a todo el conjunto. Se encuentra decorado con yeserías y molduras de gran inspiración rococó. El tabernáculo central fue realizado por el escultor Manuel Garnelo en 1921.

## Museo
El templo católico alberga un museo con piezas de platería, datando las más antiguas del siglo XVI, como portapaces y una custodia de 1589. Además, destaca el juego de altar de oro y esmaltes, donado por el arzobispo y virrey Antonio Caballero y Góngora en 1794.